# Калитино (Московская область)
Кали́тино — деревня в Богородском городском округе Московской области России, входит в состав сельского поселения Мамонтовское.

## Население
| 1852 | 1859 | 1890 | 1926 | 2002 | 2006 | 2010 |
| ---- | ---- | ---- | ---- | ---- | ---- | ---- |
| 67   | ↘42  | ↗48  | ↗187 | ↘31  | ↘24  | ↘21  |

## География
Деревня Калитино расположена на северо-востоке Московской области, в северо-восточной части Богородского городского округа, примерно в 47 км к востоку от Московской кольцевой автодороги и 10 км к северо-востоку от центра города Ногинска, по правому берегу реки Шерны бассейна Клязьмы.
В 8 км к югу от деревни проходит Горьковское шоссе М7, в 10 км к западу — Московское малое кольцо А107, в 14 км к востоку — Московское большое кольцо А108. Ближайшие населённые пункты — село Мамонтово, деревни Горки, Гаврилово и Карабаново.
В деревне четыре улицы — Верхняя, Луговая, Нижняя и Полевая.

## История
В середине XIX века деревня относилась ко 2-му стану Богородского уезда Московской губернии, принадлежала коллежскому асессору И. И. Ляпину и некой Чириковой, в деревне было 8 дворов, крестьян 33 души мужского пола и 34 души женского.
В «Списке населённых мест» 1862 года — владельческая деревня 2-го стана Богородского уезда Московской губернии по левую сторону Владимирского шоссе (от Богородска), в 12 верстах от уездного города и 33 верстах от становой квартиры, при реке Шарне, с 6 дворами и 42 жителями (20 мужчин, 22 женщины).
По данным на 1890 год — деревня Ямкинской волости 3-го стана Богородского уезда с 48 жителями.
В 1913 году — 28 дворов и земское училище.
По материалам Всесоюзной переписи населения 1926 года — деревня Мамонтовского сельсовета Пригородной волости Богородского уезда в 10,7 км от Глуховского шоссе и 12,8 км от станции Богородск Нижегородской железной дороги, проживало 187 жителей (79 мужчин, 108 женщин), насчитывалось 32 хозяйства, из которых 31 крестьянское.
С 1929 года — населённый пункт Московской области.
Административно-территориальная принадлежность
1929—1930 гг. — деревня Мамонтовского сельсовета Богородского района.
1930—1939, 1959—1963, 1965—1994 гг. — деревня Мамонтовского сельсовета Ногинского района.
1939—1954 гг. — деревня Следовского сельсовета Ногинского района.
1954—1959 гг. — деревня Тимковского (до 22.06.1954) и Жилино-Горского сельсоветов Ногинского района.
1963—1965 гг. — деревня Мамонтовского сельсовета Орехово-Зуевского укрупнённого сельского района.
1994—2006 гг. — деревня Мамонтовского сельского округа Ногинского района.
2006—2018 — деревня сельского поселения Мамонтовское Ногинского муниципального района.
С 2018 — деревня сельского поселения Мамонтовское Богородского городского округа.